# Rebutia langeri
Rebutia langeri là một loài thực vật có hoa trong họ Cactaceae. Loài này được (J. Falkenberg & K. Neumann) G. Navarro miêu tả khoa học đầu tiên năm 1996.